# Йохан II фон Зайн
Йохан II фон Зайн (на немски: Johann II von Sayn; * ок. 1313; † сл. 25 декември 1360 или сл. 26 ноември 1363) е граф на Графство Зайн (1324 – 1359).

## Произход
Той е син на граф Йохан I фон Зайн-Спонхайм († 23 ноември 1324) и втората му съпруга Кунигунда фон Нойербург († 1347), дъщеря на Робин господар на Коберн († 1302) и Елизабет фон Епенщайн († сл. 1320). По баща е внук на граф Готфрид I фон Спонхайм-Зайн († ок. 1284) и Юта фон Изенбург († 1314).
Брат е на Хайнрих († сл. 1328, свещеник във Фалендар), граф Гоцберт († 1327), Робин († сл. 1373, свещеник във Вецлар), Катарина († сл. 1344), омъжена за Симон II фон Изенбург-Кемпених († 1337/1339), и на Юта († сл. 1380), омъжена за граф Еберхард II фон Лимбург († ок. 1345). Полубрат е на Готфрид III († 1327).

## Фамилия
Йохан II се жени на 29 септември 1330 г. за графиня Елизабет фон Юлих (* ок. 1315; † сл. 1380/1389), дъщеря на граф Герхард V фон Юлих († 1328) и втората му съпруга Изабела де Брабант († 1330). Тя е сестра на Валрам фон Юлих, архиепископ на Кьолн († 1349). Двамата имат децата:
- Йохан III фон Зайн (* ок. 1350; † 25 февруари 1409), граф на Зайн (1359 – 1403), женен 1349 г. за Аделхайд фон Вестербург († сл. 14 октомври 1367), сестра на Йохан I фон Вестербург
- Дитрих
- Кунигунда (* ок. 1353; † 22 юли 1383), омъжена 1353 г. за Йохан I фон Вестербург (1332 – 1370)
- Елизабет/Елза († сл. 1375), омъжена за Йохан фон Райхенщайн († 1387), син на Лудвиг IV фон Нойербург и Понцета фон Золмс-Бургзолмс
- Мария († сл. 1399), омъжена 1358 г. за Арнолд II фон Рандерат-Ерпрат († 1390)

Вдовицата му Елизабет се омъжва на 16 май 1364 г. за Готфрид V фон Хатцфелдт (+ 1371).